# Raphaël Verwilghen
Raphaël Verwilghen (Roeselare, 12 de agosto de 1885-Tervuren, 24 de diciembre de 1963) fue un arquitecto y urbanista racionalista belga. 

## Trayectoria
Estudió ingeniería en la Universidad de Lovaina, donde se tituló en 1908. En un viaje a los Países Bajos recibió la influencia de Hendrik Petrus Berlage. En sus inicios fue editor de las revistas Tekhné (1911-1914) y Art et technique (1913-1914), en colaboración con Fernand Bodson.
En 1913 entró a trabajar en el Ministerio de Obras Públicas, donde realizó diversos proyectos urbanísticos. En un viaje a Inglaterra estudió las teorías sobre la ciudad-jardín de Ebenezer Howard, al que conoció personalmente, así como a Raymond Unwin. Tras la Primera Guerra Mundial fue nombrado director del Servicio de construcciones de la Oficina de regiones devastadas, donde proyectó diversas ciudades-jardín en colaboración con Fernand Bodson, Jean-Jules Eggericx y Antoine Pompe.
En 1919 fundó la revista La Cité junto a Bodson, Louis Van der Swaelmen y Huibrecht Hoste, que se convirtió en el órgano oficial del Movimiento moderno en Bélgica y de la sección belga del CIAM (Congreso Internacional de Arquitectura Moderna).
En 1923 se asoció a Jean-Jules Eggericx, con el que realizó varios edificios en Bruselas (edificios simétricos en la plaza de Meeûs, 1934-1940) y los pabellones belgas de la Exposición de Artes Decorativas de París de 1925 y de la Exposición Internacional de París de 1937.
En 1927 aceptó el ofrecimiento de Henry Van de Velde para impartir clases en la recién creada École nationale supérieure d'architecture et des arts visuels (La Cambre) en Bruselas, donde impartieron clases algunos de los principales arquitectos belgas de entreguerras, como Huibrecht Hoste, Victor Bourgeois, Antoine Pompe, Louis Van der Swaelmen y Jean-Jules Eggericx, además de Verwilghen. Fue profesor en esta institución hasta 1943.
Al año siguiente fue enviado al Congo Belga, donde proyectó los planes de ordenación de los territorios de Bukavu y Uvira.
Durante la Segunda Guerra Mundial fue nombrado director del Servicio de arquitectura y urbanismo del Comisariado general para la reconstrucción, donde preparó una ley general de urbanismo.